# Beladingsinstrument

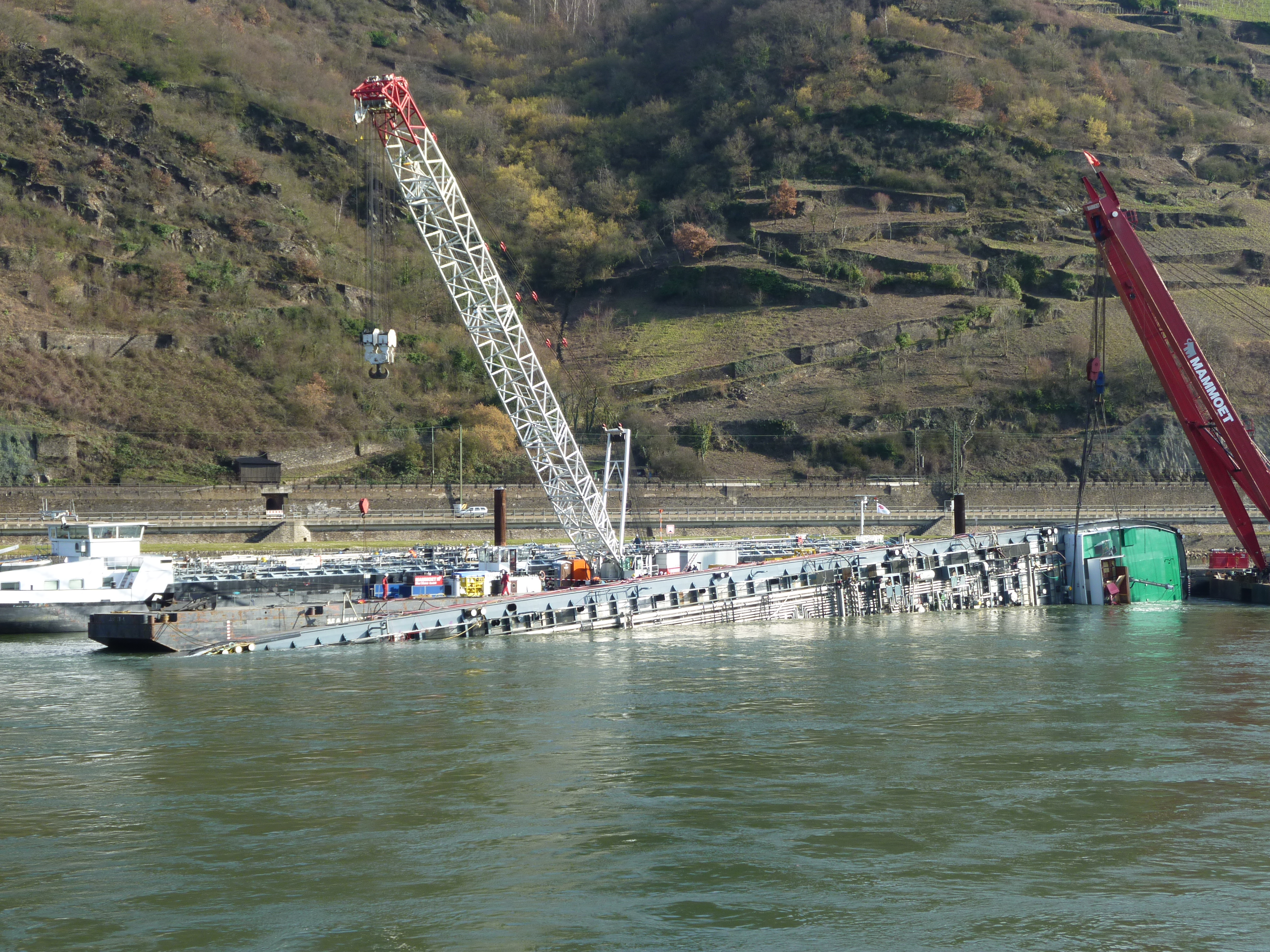
Berging van de Waldhof op de Rijn bij de Betteck op het traject tussen Oberwesel en Sankt Goar

Een beladingsinstrument is computer met software die de stabiliteit van een schip berekent, afhankelijk van de belading ervan. Zulke berekeningen zijn essentieel voor de veiligheid van het schip, zowel in vaart als tijdens het laden en lossen. Vaak berekenen zulke programma's ook andere scheepsspecifieke veiligheidsfactoren, zoals hoe de statische en dynamische krachten in het schip zich verhouden tot zijn sterkte.

## Inleiding
Scheepsstabiliteit is essentieel in de koopvaardij, vooral bij zeegaande schepen. Een onvoldoende stabiel schip loopt grote kans te kapseizen, zowel wanneer het vaart als tijdens het laden en lossen ervan, met ernstige gevolgen voor bemanning, schip en lading en mogelijk de haven waarin het ligt. Aan de hand van de vorm van het schip en zijn diepgang bij een specifieke belading kan, eventueel rekening houdend met wind en golfslag, berekend worden of in die omstandigheden het schip voldoende stabiel is om zichzelf, na verstoring van zijn evenwicht, altijd te rechten. Vooral bij grote zeeschepen als tankers en bulkcarriers zijn ook sterkteberekeningen essentieel om breken van het schip te voorkomen.
Zulke berekeningen moeten gemaakt worden voordat het schip gaat varen. Ook tijdens het laden en lossen van het schip moeten stabiliteit en sterkte nauwlettend in het oog worden gehouden. Het maken van die berekeningen is de verantwoordelijkheid van de scheepsofficieren, doorgaans voert de eerste stuurman ze uit. Officieren leren het met tabellen, potlood en papier maken van zulke berekeningen als onderdeel van hun opleiding. Het is nauwkeurig werk dat veel tijd vergt.
Om dit werk te vereenvoudigen en omdat een menselijke fout ernstige gevolgen kan hebben, worden sinds de komst van de personal computer programma's gemaakt en verkocht om deze berekeningen uit te voeren. De meeste software wordt zowel aan boord als in het rederijkantoor gebruikt, aan boord voor het voorbereiden van een reis of een laad- of losoperatie, aan wal voor het plannen van vervoersopdrachten.

## Officiële goedkeuring
Het gebruikte programma en gegevensmodellen voor scheepsstabiliteitsberekeningen moeten voor elk schip goedgekeurd zijn door een classificatiebureau dat de vlaggenstaat van het schip erkent. Na goedkeuring certificeert dat bureau de software en zijn modellen voor toepassing voor dat schip.

## Het programma
Stabiliteitssoftware berekent aan de hand van een gegevensmodel van het schip en gegevensmodellen van alle aanwezige lading of de stabiliteit -en vaak sterkte- van het schip voldoende is voor die specifieke belading. De software bevat een deel waarmee een gebruiker aan kan geven waar in het schip zich welke lading bevindt. Die lading bestaat uit de lading die vervoerd wordt voor de klant, maar ook ballast, drinkwater, brandstof en voorraden. De datamodellen worden doorgaans door de leverancier voor het schip 'op maat' gemaakt en voor certificatie voorgelegd aan een classificatiebureau.
Het maken van een beladingsplan vraagt de meeste tijd van de gebruiker, de feitelijke stabiliteitsberekeningen vergen seconden of hooguit minuten. Geavanceerde software kan een hele laad- of losoperatie doorrekenen.
Het datamodel van het schip bevat gegevens over de huidvorm van het schip, zijn ruimen, spanten en ladingschotten, vaste machines en ladingen, ballast-, brandstof- en watertanks, en gegevens over diepgang en waterverplaatsing en maximale belastingen van scheepsromp en onderdelen. De datamodellen van een lading bevatten gegevens over formaat, massa en aard van de lading. De software bevat doorgaans een uitgebreide grafische invoermodule voor het bewerken van een belading.
De berekeningen resulteren in een duidelijk overzicht van de belading, diepgang, grafieken voor hydrostatische en dynamische stabileit en vaak ook mechanische spanningen, schuifspanningen en andere krachten op de scheepsromp.
Moderne stabiliteitssoftware is elektronisch gekoppeld aan sensoren aan boord die temperatuur, dichtheid, niveau, spanningen, stroomsnelheid en andere omgevingsfactoren van de lading, meestal in tanks, meten en registreren. Zulke software geeft aan boord ieder moment een overzicht van de stabiliteit en sterkte van het schip.

## Doel
Het doel van scheepsstabiliteitssoftware is om de veiligheid van bemanning, schip en lading te verzekeren. Het zorgt ervoor dat kapitein en stuurlieden een betrouwbaar overzicht hebben van de situatie tijdens het ladingsproces of de vaart.
Achterliggend is er ook een economisch voordeel van het gebruik van stabiliteitssoftware: het verzekert de veiligheid en versnelt het ladingsproces en maakt zo het schip en zijn bemanning productiever en financieel rendabeler.
Een juiste toepassing van de berekeningen voorkomt ongevallen als op 13 januari 2011 met het TMS “Waldhof” op de Rijn, dat tijdens de vaart plotseling omsloeg. Op het moment van het ongeval voldeed het noch aan de stabiliteitscriteria van het ADNR 2003, noch aan die van het ADN 2011, en derhalve niet aan de vereisten van het algemene stabiliteitsvoorschrift van artikel 1.07, derde lid, Rijnvaartpolitiereglement.